# Carl Teichmann (Ingenieur)

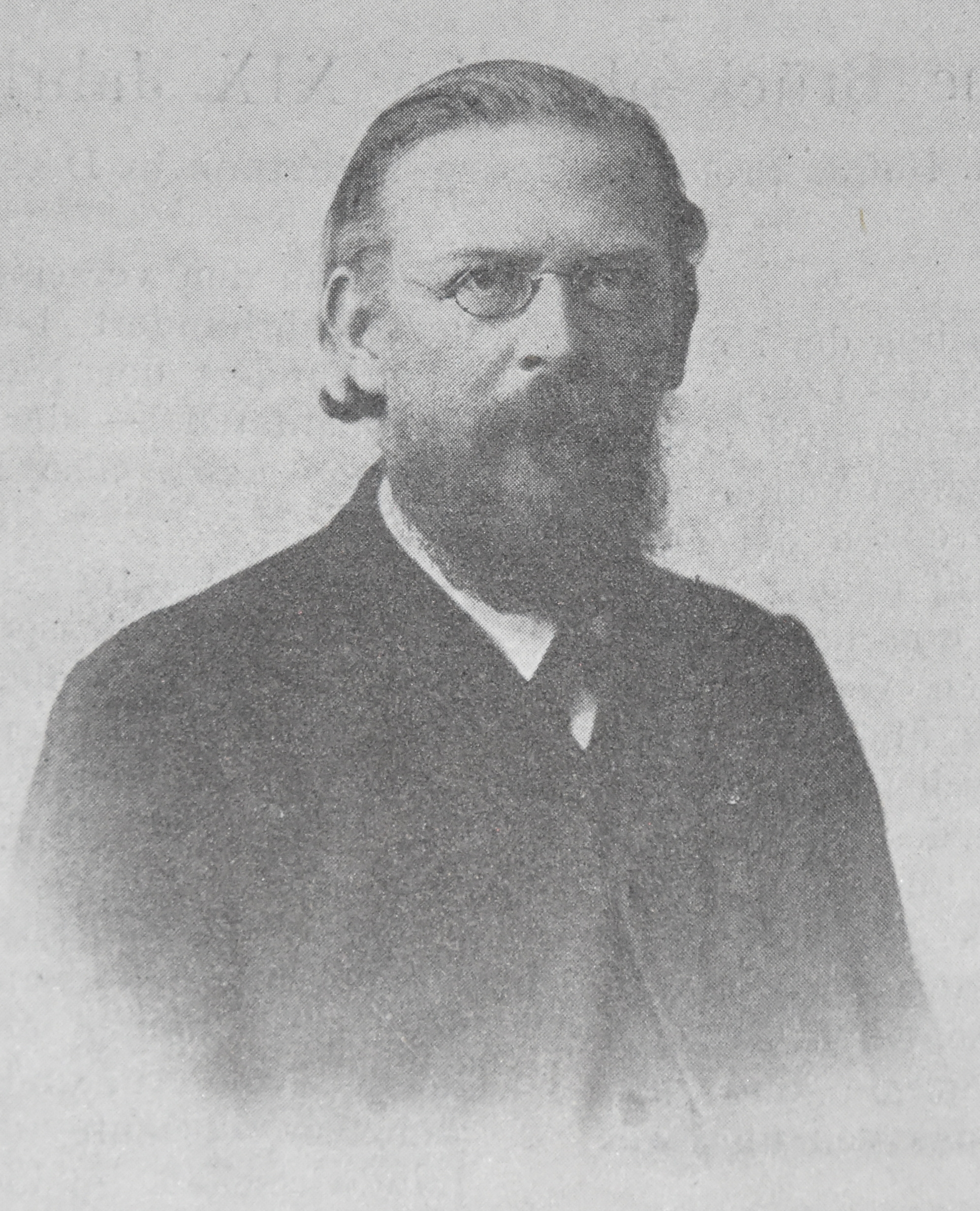
Carl Teichmann

Carl Teichmann (auch: Karl Teichmann; * 17. März 1838 in Stuttgart; † 16. März 1900) war ein deutscher Ingenieur und Hochschullehrer.

## Leben
Carl Teichmann stammte aus einfachen Verhältnissen. In Stuttgart besuchte er Gymnasium, Oberrealschule und Polytechnische Schule. Erste Berufserfahrung sammelte er in der Maschinenfabrik Grafenstaden bei Straßburg. Danach arbeitete er längere Zeit als Konstrukteur bei der Maschinenfabrik Geislingen. Der Ingenieur Gustav Bernoulli berief den erst 21-jährigen Teichmann als Hauptlehrer an die Zeichen- und Modellierschule der Gemeinnützigen Gesellschaft der Stadt Basel. Dadurch hatte er Gelegenheit, als Civilingenieur tätig zu sein und gleichzeitig Vorlesungen der Universität Basel zu besuchen. Für das Lösen einer vom Verein zur Beförderung des Gewerbefleißes in Preußen gestellten Aufgabe wurde er sowohl von Preußen als auch von Württemberg mit einer goldenen Medaille für Fortschritt im Gewerbe gewürdigt. Mitte der 1860er-Jahre wurde Teichmann als erster Hauptlehrer der neu gegründeten Abteilung für Maschinenbau  der Königlichen Baugewerksschule in Stuttgart eingestellt. Seit den 1870er-Jahren war er Dozent an der Technischen Hochschule Stuttgart. 1886 wechselte er an die Technische Hochschule, wo er Professor für Maschineningenieurwesen wurde. Während seines Berufslebens veröffentlichte Teichmann zahlreiche Fachartikel. Er war als Gutachter in technischen Streitfragen, hauptsächlich auf dem Gebiet der Wasser- und Gasmotoren, tätig.
Carl Teichmann trat spätestens 1869 dem Verein Deutscher Ingenieure (VDI) bei. 1877 war er Gründungsvorsitzender des Württembergischen Bezirksvereins des VDI. Neben den Jahren 1877 bis 1881 hatte er auch im Jahr 1888 den Vorsitz des Bezirksvereins inne. 1881 gehörte er dem Vorstand des Gesamtvereins an. Im Württembergischen Dampfkesselrevisionsverein war Teichmann seit 1876 Vorstandsmitglied.